# Urbain De Cuyper
Urbain De Cuyper (Oedelem, 19 januari 1927 – 22 februari 2012) was een Belgische politicus en burgemeester.

## Levensloop
De Cuyper was afkomstig uit een groot landbouwersgezin, en werd bestuurssecretaris bij de Rijkskas voor Rust- en Overlevingspensioenen.
Hij trouwde met Gilberte Vandermoere met wie hij drie dochters en een zoon kreeg.

## Politiek
In oktober 1958 deed De Cuyper in Oedelem mee aan de gemeenteverkiezingen met een dissidente lijst. Tot aan die verkiezing was de lijst van burgemeester José de Schietere de Lophem zonder strijd verkozen geweest. De Cuyper werd gemeenteraadslid in de oppositie.
In 1964 werd hij kandidaat op de lijst van de burgemeester en werd opnieuw gemeenteraadslid. Hij werd tot schepen verkozen, hetgeen hij bleef tot hij in 1971 José de Lophem opvolgde in het ambt van burgemeester.
In 1976 werd besloten tot een gemeentelijke fusie tussen Beernem, Oedelem en Sint-Joris-ten-Distel. De Cuyper was zo de allerlaatste burgemeester van Oedelem geweest. Hij werd nu schepen fusiegemeente Beernem. In 1983 werd hij er burgemeester en bleef dit tot in 1994.
De Cuyper was, vanuit zijn functie van schepen en vervolgens van burgemeester, in talrijke verenigingen voorzitter of bestuurslid. Hij was voornamelijk betrokken bij de activiteiten van de Oedelemse voetbalvereniging Beverhoutsclub en van de toneelbond Kunst en Vermaak. Hij werkte ook mee aan de organisatie van wielerwedstrijden en trad hierbij vaak op als spreker in de meerijdende reportagewagen.